# بوي دي جونغ
بوي دي جونغ (بالهولندية: Boy de Jong)‏ هو لاعب كرة قدم هولندي، ولد في 10 أبريل 1994 في لايتسيندام- فوربورخ في هولندا. لعب مع نادي إكسلسيور.

## وصلات خارجية
- بوي دي جونغ على موقع قاعدة بيانات كرة القدم.إي يو (الإنجليزية)
- بوي دي جونغ على موقع عالم كرة القدم.نت (الإنجليزية)